# Marcus Ratka
Marcus Ratka (* 10. Oktober 1970 in Wien) ist ein österreichischer Musiker (Gitarrist), Komponist, Musikwissenschaftler und Gründungsrektor der JAM MUSIC LAB – Private University for Jazz and Popular Music Vienna.

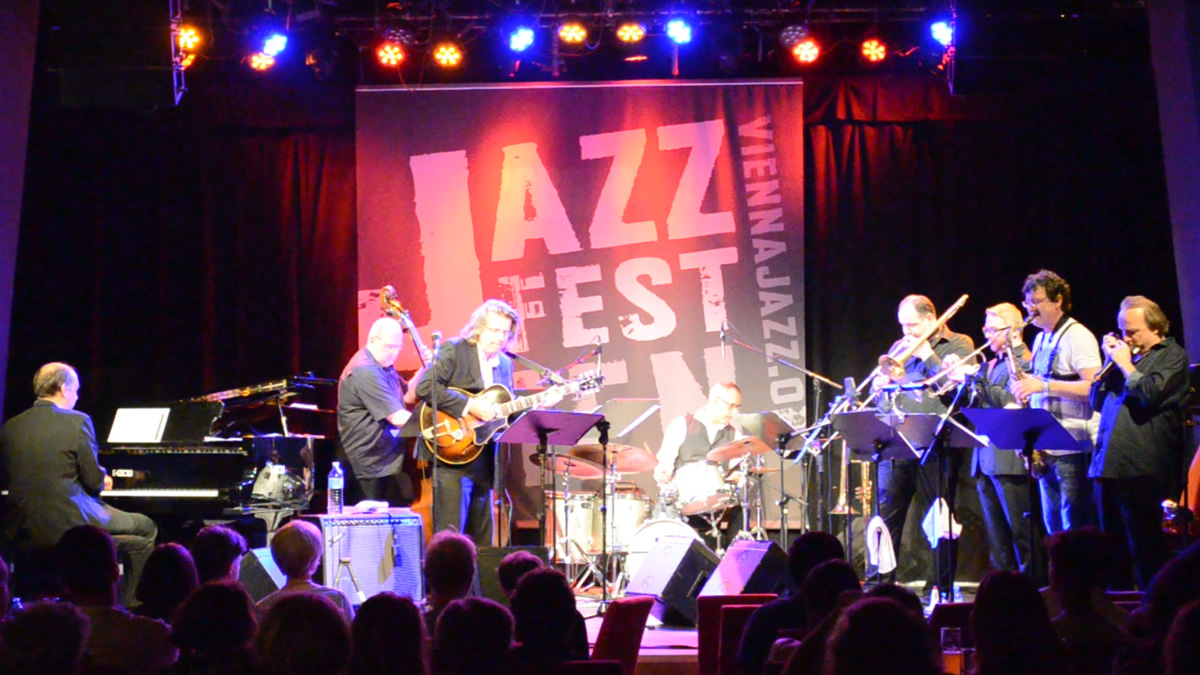
Marcus Ratka mit seinem Ensemble „Chameleon Changes“ beim Jazzfest Wien 2016 im Jazzclub Porgy&Bess

## Leben und Wirken
Ratka studierte am Konservatorium der Stadt Wien (heute MUK) Jazzgitarre, sowie Jazztheorie und Arrangement. An der Universität Wien schloss er zudem ein Studium der Musikwissenschaften ab. Derzeit arbeitet er an einem PhD mit dem Titel Komposition im Jazz an der Hochschule für Musik und darstellende Kunst in Wien.
Anfang der 90er Jahre begann er seine freischaffende Tätigkeit als Musiker, Arrangeur und Komponist, die unter anderem zu musikalischer/künstlerischer Zusammenarbeit mit Joe Zawinul, Sylvester Levay, Harry Kupfer, Jérôme Savary, Werner Herzog, Hansi Lang, Thomas Gansch, Mario Gonzi, Georg Breinschmid, Bumi Fian, Herwig Gradischnig, Erika Pluhar, dem Theater an der Wien, sowie diversen Rundfunksendern wie ORF, ARD und RTL führte.
2001 gründete er die beiden Ensembles Chameleon Changes und Zur Eisernen Zeit – Natural Born Viennese.
Als Dozent war Ratka von 1998 bis 2008 am Gustav Mahler Konservatorium in Wien, danach bis 2011 an der Jazzabteilung der Hochschule für Musik Franz Liszt  in Weimar tätig.
2011 gründete Marcus Ratka zusammen mit Joe Valentin und Andy Bartosh das JAM MUSIC LAB – Conservatory for Jazz and Popular Music Vienna (seit 2017 JAM MUSIC LAB – Private University for Jazz and Popular Music Vienna), an dem er neben seiner Funktion als geschäftsführender Direktor auch als Dozent für Gitarre und verschiedene Theoriefächer tätig ist.

## Publikationen (Auszug)
- Musikausbildung 2012, Chancen und Herausforderungen für die Zukunft – Österreichischer Musikatlas 2012
- Wie funktioniert Musik? Laaber Verlag 2010
- Komposition im Jazz, PhD Arbeit, Musikuniversität Wien, seit 2010
- Line Writing. Universität Wien, musikwissenschaftliches Institut 2007

## Diskographische Hinweise

### Chameleon Changes
- The Dangerous Lab / Chameleon Changes Quinton Records, 2016
- Chameleon Changes. Preiser Records, 2005

### Zur Eisernen Zeit
- Natural Born Viennese, Quinton Records, 2012
- Captain Austria, Quinton Records, 2012
- Zur Eisernen Zeit mit Christian Qualtinger. Preiser Records, 2003

### Diverse
- A Night at Jazzland, 4tune productions, 2012
- Hotel Sweet Dreams. 4tune productions, 2011
- Boulevard Delirium. Paul Capsis. Wiener Schauspielhaus, 2004
- Oh play dat thing! Edition Berliner Musenkinder, 2002
- Caroline Vasicek und Boris Eder singen Hermann Leopoldi. ORF Edition, 2002
- Die Drei von der Tankstelle. BMG, 1998
- Eintänzer gesucht. Salonorchester Alhambra. ORF Edition, 1997